# 칸 압둘 가파르 칸

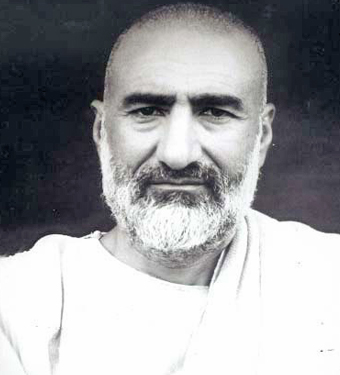
칸 압둘 가파르 칸

칸 압둘 가파르 칸(파슈토어: خان عبدالغفار خان, 1890년 2월 6일 ~ 1988년 1월 20일)은 파슈툰인 독립운동가로, 영국으로부터의 독립을 요구했다. 바샤 칸(파슈토어: باچا خان)이라는 이름으로도 잘 알려져 있다. 그는 정치적이고 영적인 지도자이자 독실한 무슬림을 알려져 있다.